# 努尔丁·阿塔西
努尔丁·穆斯塔法·阿里·阿塔西（Noureddin Mustafa Ali al-Atassi，阿拉伯语: نور الدين بن محمد علي الأتاسي Nūr ad-Dīn Muṣṭafā al-'Atasī，1929年1月11日—1992年12月3日），曾于1966年2月至1970年11月担任叙利亚总统。

## 生平
阿塔西1929年出生在霍姆斯。他是一名医生，参加过阿尔及利亚独立战争。他是复兴党的理论家，参加过复兴党叙利亚1963年的政变。1966年担任总统和党的总书记，但他并无实权，真正的权力由副总书记萨拉赫·贾迪德掌握。1970年，以国防部长哈菲兹·阿萨德为首的复兴党内少壮派军人集团发动军事政变，推翻了总统阿塔西、实际掌权者复兴党副总书记贾迪德等人。阿塔西被软禁在家中。后被转移到大马士革的军事监狱，在那从1970年一直到1992年。22年徒刑后，他被释放并空运到法国接受治疗，1992年11月22日到达巴黎，12月3日在医院死亡。